# 尾西秀勝
尾西 秀勝（おにし ひでかつ）は日本の作曲家、ピアニスト、アルモニカ奏者。
その他、指揮、チェンバロ、フォルテ・ピアノ、オルガンなどを演奏するマルチ・ミュージシャン。現在、ヨーロッパを拠点として日本と行き来しながら国際的に活動を展開する。

## 略歴
桐朋学園大学音楽学部ピアノ専攻・作曲専攻卒業後、ハンガリー国立フランツ・リスト音楽院ピアノ専攻卒業。作曲を安良岡章夫、山田泉、夏田昌和、浦田健次郎に、指揮を黒岩英臣に師事。ピアノを藤井一興、岩崎淑、柴沼尚子に、チェンバロとフォルテピアノを有田千代子、渡邊順生に、オルガンを早島万紀子、V.セアルに師事。作曲やピアノの他、モーツァルトやベートーヴェンなど数々の作曲家たちも起用した楽器アルモニカを日本に復興させるためのエネルギッシュな活動を展開している。
彼が作曲家を志すようになったのはオリヴィエ・メシアンへの敬愛が大きな要因であり、メシアン亡き後、メシアンの愛弟子である藤井一興の下でメシアン直伝の演奏解釈を多く学んだ、ヴィルトゥオーゾな現代曲を得意とするピアニストの一人である。そのレパートリーには、「みどり児イエスに注ぐ20のまなざし」、「アーメンの幻影」、「鳥のカタログ」他、メシアンの超難曲が含まれる。また、「聖霊降臨祭のミサ」や「聖三位一体の神秘における瞑想」、「聖体秘蹟の書」などのパイプ・オルガンの最難曲もレパートリーに持つ。

## 活動
2007年11月に、普門館大ホールにおいて桐朋学園時代の後輩佐田大陸（さだまさし氏の息子）のヴァイオリンとの共演でアルモニカを初めて演奏。楽器を手にして2週間後という短期間のスケジュールで、急遽演目に追加して披露を達成した。
2008年、第一生命ホールにおいてサン＝サーンスの「動物の謝肉祭」を岩崎洸（チェロ）ほかとアルモニカにて共演。サン＝サーンスによるスコアには、アルモニカと指定されたパートがあることにより、日本人の演奏として世界初演となった。同公演において、ベートーヴェンが唯一アルモニカでの演奏を指定した「レオノーレ・プロハスカ」も日本初演を実現した。また同年、アルモニカを中心とする特殊な楽器の組み合わせによる音楽家集団「セラフィム」を結成。篠崎和子（ハーピスト）、玉井美子（ピアニスト）、山本愛香（ピアニスト）との個性的な4人により、アルモニカ、ハープ、鍵盤式グロッケンシュピール、チェレスタ、テューブラー・ベルズ、カリヨン、クロマティック・ゴング、銅鑼、ピアノなどの余韻楽器と、パイプオルガン、エオリフォンなどを組み合わせた世界初の音響を生み出し、舞台上を動き回って複数の楽器を奏でるというアクロバティックな演奏スタイルと共に、「音楽の友」誌2009年2月号ほかで高く評価された。
2008年からTV出演にてアルモニカを紹介する機会が多くなり、日本に未知のアルモニカの音色が知られていくこととなった。
テナントを失って閉館していた仙川アヴェニューホールの救済活動を2007年から音楽仲間たちとボランティアで開始し、自己資金を投じて2009年に「仙川アヴェニュー・ホール“ve quanto ho......”」として改装オープンを実現させ、自ら館長を務めて復興させた。自前のホールにてアルモニカの様々なコンサートをプロデュースすると共に、館内のチャイムはアルモニカの音であるということが話題をさらった。数々の有望な新鋭アーティストには手厚く後援体制を築いて音楽業界のために献身し、音楽振興に努めた活発な活動がTVや音楽雑誌などで頻繁にとりあげられた。数々の著名演奏家たちと共に、閉館されたカザルスホールを復興させる「カザルスホールを守る会」も立ち上げ、事務局として音楽界のために献身的に運動を展開した。同館において特に、これまでの音楽ホールにおけるピアノのメンテナンス体制のレヴェルの低さに大きな警笛を鳴らし、ピアニストの演奏技術が全く発揮できていないという深刻な問題を打開させ、多くの世界的ピアニストから絶賛されるピアノの全く品質の異なるメンテナンス体制を打ち立てた。楽器の良し悪しを熟知したピアニスト自身が管理してこそ、本当にピアニストが満足できる楽器メンテナンスが極上に行き届いていたと言える。そのピアノのコンディションの素晴らしさから、無名だった音楽ホールを、多くの著名コンクールに愛用される高級ホールへと成長させた。ピアノリサイタルに足しげく通うことで有名な假屋崎省吾も、仙川アヴェニュー・ホール“ve quanto ho......”での美音を堪能しに何度も訪れているとのことである。また、多くの音楽評論家が通い、厳しさで有名である音楽評論家道下京子が音楽雑誌ショパン誌において、仙川アヴェニュー・ホール“ve quanto ho......”でのピアノリサイタルを2011年におけるベスト1のコンサートとして選出したほどである。また、2012年、音楽雑誌「音楽の友」誌の音楽ホール評において、世界的ピアニスト岩崎淑が仙川アヴェニュー・ホール“ve quanto ho......”のピアノを「これ以上望むことのできない極上のピアノ」と絶賛している。尾西氏の確かな耳によって、そのような評判のホールづくりを達成させた。
2010年、横浜バロック室内合奏団の創立20周年記念定期演奏会で、横浜みなとみらいホールにて「アルモニカとFl.Ob.Va.Vcためのアダージョとロンド ハ長調 KV617」を高野成之（フルート）、小畑善昭（オーボエ）、村中俊之（チェロ）、安達いづみ（ヴィオラ）との共演により初演。
2012年からは、桐朋学園出身の仲間たちと音楽教室「仙川アヴェニュー音楽院」を開業し、院長として、あくまでも楽しく音楽的に弾くことを重要視する芸術性を重んじた音楽教育にも独自の方向性を打ち出している。（2014年秋より「仙川音楽院」に改称されて運営継続中。）
2013年、ラヴェルのオーケストラ曲の中でも複雑なスコアで知られる「ダフニスとクロエ」を、超絶技巧を駆使した4台ピアノ16手版に編曲し、浜離宮朝日ホールにて岩崎淑と共に8人の著名ピアニストたちで披露。そのアクロバティックなピアニズムの万華鏡が「音楽の友」誌2013年12月号ほかで、音楽評論家の萩谷由喜子氏により「世界初の快挙」と大々的に絶賛された。浜離宮朝日ホールが所有する全4台のピアノが同時に演奏された初の企画としても話題をさらった。次には、ストラヴィンスキーのペトルーシュカを4台ピアノ16手版にて構想中とのことであり、待ち望まれている。
2014年、仙川アベニューのビル側から、ホールを美術館化するという通告を突然受け、仙川アヴェニュー・ホール“ve quanto ho......”を閉館した。その際、SNSを中心にインターネット上で数々の憶測と批判が飛び交ったが、ホールの公式サイトに事実と異なる噂について具体的に否定されており、インターネット上の騒動は姿を消した。その後も音楽活動とビジネスを展開しており、海外でも活動を広げると共に、飲食業界からのプロポーズを受け、「音楽」と「食」とを結びつけたジェラート店をプロデュース。極度のアレルギー体質や化学物質過敏症である氏らしいアイディアにより、化学添加物不使用で、糖分は限界まで控え、採算を度外視して素材を極限までたくさん配合するという高級志向・健康志向の新しいジェラートを次々と創出した。開業後、その味の豊潤な格調高さと幸福感・満足感が観光地において人気を博している。実店舗内では、アルモニカのCDが流れる中で、音楽に合ったメニューを飲食できるコンセプトが考案されている。最先端の不妊治療において世界的に高名な根津八紘院長プロデュースによる美術館内にも出店されており、アルモニカのヒーリング（癒し）効果と共に、体に優しい健康で幸福なマタニティー食としても非常に高く支持されているとのことである。
2015年、EXILE ÜSAのTV番組にゲスト出演し、ダンスと音楽のコラボレーションを実現させた。その後、ヨーロッパに居を構え、クラシック音楽の本場で本格的に活動を展開している。
2019年、椎名林檎ニューアルバム『三毒史』において、櫻井敦司（BUCK-TICK）とのツインボーカル曲「駆け落ち者」の中でアルモニカにて共演している。

## 私生活
音色に対する強いこだわりから楽器マニアとして知られ、高級楽器を多数所有していることが音楽雑誌などでも紹介されている。数台のパイプオルガン、2台のアルモニカ、特注品のファツィオリを含む複数台のコンサートグランドピアノなどはその一部である。また、美術品にも造詣が非常に深く、石油王御用達の最高級イタリア家具「シリック」や「コルチャゴ」をはじめとするコレクションを自宅に多数所有している。家具や調度品、食器などコレクションの一部は「仙川アヴェニュー・ホール“ve quanto ho......”」の楽屋などにも、コンサート前の出演者の気分づくりのためとして数多く置かれており、その高級志向が知られている。映画ハリー・ポッターシリーズにも使用されている玉座（巨大な椅子）を4台も所有しており、度々TV撮影などに貸し出している。
器用で知られ、料理の腕前から学生時代は「シェフ」と呼ばれていた。また、舞台衣装は型紙からデザインし、ミシンや手縫い刺繍で自己制作していたため、演奏より衣装で拍手を受けていたという逸話も知られている。自己の事務所の業務では、印刷物のデザイン、CD製作の録音編集やマスタリング、編曲、楽譜浄書、出版まで自己のスキルで賄っている。また近年では、従来の方式とは全く異なる新型アルモニカの開発計画が構想されていることが度々語られており、その完成が実現すれば世界的な快挙になることから、その実現が音楽業界から待ち望まれている。

## メディア
- 日本テレビ「ぶらり途中下車の旅」：太川陽介と出演。美空ひばりの「川の流れのように」などを演奏。
- フジテレビ「森田一義アワー 笑っていいとも!」：コーナーゲスト出演。ディズニー音楽の「星に願いを」を演奏。
- 日本テレビ「ZIP!」チューモーク！コーナー：モーツァルトの「アルモニカのためのアダージョ」やハリーポッターの曲を演奏。
- テレビ朝日「若大将のゆうゆう散歩」：加山雄三と出演。モーツァルトの「アルモニカのためのアダージョ」や加山の「君といつまでも」を演奏。加山から「幸せだなぁ～」発言をもらう。
- 日本テレビ「元気のアプリ」：ドビュッシーの「月の光」やモーツァルトの「アルモニカのためのアダージョ」を演奏。
- CS放送「EXILE ÜSA DANCE EARTH CHANNEL」：EXILE ÜSAのダンスとのコラボレーションと対談。岡野貞一作曲（尾西編）：「朧月夜」（アルモニカ独奏）、スクリャービン作曲（尾西編）：「ソナタ 第4番 嬰ヘ長調 作品30」（ダンスとの共演）を演奏。
- ユニバーサルミュージック：椎名林檎アルバム『三毒史』において、櫻井敦司（BUCK-TICK）とのツインボーカル曲「駆け落ち者」で共演。